# Proszkowo (Białoruś)
Proszkowo (błr. Прошкава, Proszkawa; ros. Прошково, Proszkowo) – agromiasteczko na Białorusi, w obwodzie witebskim, w rejonie głębockim. Wchodzi w skład sielsowietu Ziabki.
Wieś szlachecka położona była w końcu XVIII wieku w województwie połockim.

## Położenie
Proszkowo leży 7 km na południowy zachód od siedziby sielsowietu Ziabki i 25 km na północny wschód od siedziby rejonu Głębokiego. Na pocz. XXI wieku do miejscowości włączono wieś Boryskowicze. Na północ od Proszkowa biegnie droga R45 na odcinku Połock–Głębokie. Na południe biegnie linia kolejowa Połock–Mołodeczno.

## Historia
W 1870 roku wieś leżała w wołości Prozoroki, w powiecie dziśnieńskim guberni wileńskiej. Wchodziła w skład majątku Boryskowicze należącego do Doboszyńskich. Wieś Proszkowo została opisana w Słowniku geograficznym Królestwa Polskiego. Z opisu wynika, że w 1888 roku w 17 domach mieszkało 125 mieszkańców.
W latach 1921–1945 wieś leżała w Polsce, w województwie wileńskim, w powiecie dziśnieńskim, w gminie Prozoroki, od 1929 roku w gminie Plisa.
Według Powszechnego Spisu Ludności z 1921 roku zamieszkiwało tu 132 osoby, wszystkie były wyznania rzymskokatolickiego. Jednocześnie 131 mieszkańców zadeklarowało polską a 1 litewską przynależność narodową. Było tu 17 budynków mieszkalnych. W 1931 w 28 domach zamieszkiwało 176 osób.
Wierni należeli do parafii rzymskokatolickiej w Bobrowszczyźnie. Miejscowość podlegała pod Sąd Grodzki w Głębokiem i Okręgowy w Wilnie; właściwy urząd pocztowy mieścił się w Prozorokach.
Po agresji ZSRR na Polskę w 1939 roku wieś znalazła się w granicach BSRR. W latach 1941–1944 była pod okupacją niemiecką. Następnie leżała w BSRR. Od 1991 roku w Republice Białorusi.

## Parafia rzymskokatolicka
Wieś jest siedzibą parafii św. Antoniego z Padwy, w dekanacie głębockim diecezji witebskiej.

## Zabytki
- kościół św. Jana Ewangelisty i św. Antoniego z Padwy, koniec XIX w.
- dwór i fragmenty parku Doboszyńskich w Boryskowiczach, XVIII–XIX w.